# 希利亚德·莱尔
希利亚德·莱尔（英語：Hilliard Lyle，1879年12月21日—1931年5月21日），加拿大男子棍网球运动员。他曾代表加拿大温尼伯夏姆洛克队参加1904年夏季奥林匹克运动会棍网球比赛，获得一枚金牌。